# Государственная печать Российской империи
Государственная печать Российской империи — оттиск (печать) из воска, сургуча и прочего, прикладывавшаяся к подлинникам государственных договоров, актов, законов, уставов, грамот по степени их важности, в Российской империи.
Государственная печать России прилагалась к государственным актам в знак окончательного утверждения их верховной властью. Она изготовлялась в министерстве иностранных дел со вступлением императора на престол, по высочайше утверждённым рисункам, в трёх видах: большая, средняя и малая. Первая имела изображение большого государственного герба, вокруг которого помещался полный императорский титул, вторая — среднего государственного герба, с средним титулом по краям; третья — малого государственного герба с малым императорским титулом. Прикладывалась к подлинникам государственных договоров, актов, законов, уставов, грамот по степени их важности.
Государственные печати царствующего императора хранились в министерстве иностранных дел за ключом канцлера, вице-канцлера, министра или управляющего министерством. О всяком приложении государственной печати составлялся протокол.

## История государственных печатей в Московском княжестве и Русском царстве
В XV—XVI веках на смену свинцовым вислым печатям пришли восковые печати — черные, желтые, темно-коричневые и красные, которых в конце XVII века сменили сургучные печати.
Печати имели великие князья и их посадники. В течение всего московского периода государственная печать прилагалась ко всем актам вместо подписи великого князя или царя.
Начиная по крайней мере с Ивана Грозного известно три типа печатей, каждая из которых обладала своей степенью важности и использовалась по необходимости при заверении грамот: большая государственная или «Росийского Царства» с двуглавым орлом и полным «титлом» (титулом) для дипломатических сношений изначально со всеми независимыми, а позднее с важнейшими странами, складная двусторонняя (на одной орёл, на другой обыкновенно «ездец») «кормленая» с сокращённым титулом для жалованных грамот и дипломатических сношений с остальными суверенными правителями и примерно такого же размера односторонняя «воротная» (от того, что думные дьяки носили её на шее) с таким же титулом для остальных документов, включая грамоты к калмыцким тайшам.
В указе «О титуле царском и о государственной печати» от 14 декабря 1667 года печать Алексея Михайловича имела следующее описание: 
```
Орелъ двоеглавный есть гербъ державный, Великаго Государя, Царя и Великаго Князя Алексѣя Михайловича, всея Великія и Малыя и Бѣлыя Россіи Самодержца, Его Царскаго Величества Россійскаго Царствія, на которомъ три коруны изображены, знаменующія три великія, Казанское, Астраханское, Сибирское, славныя Царства, покоряющіяся Богомъ хранимому и высочайшей Его Царскаго Величества милостивѣйшаго Государя державѣ и по велѣнію; на правой сторонѣ орла три грады суть; а по описаніи въ титлѣ, Великія и Малыя и Бѣлыя Россіи, на лѣвой сторонѣ орла три грады своими писаньми, образуютъ Восточныхъ и Западныхъ и Сѣверныхъ; подъ орломъ знакъ отчича и дѣдича; на персѣхъ изображеніе наслѣдника; въ пазноктѣхъ скипетръ и яблоко, и являють милостивѣйшаго Государя, Его Царскаго Величества Самодержца и Обладателя
.
```

Ранняя большая государственная печать Петра I повторяла изображение печати Алексея Михайловича 1667 года и совместной печати Петра и Иоанна с незначительными декоративными изменениями.
В 1699 году был учрежден Орден Андрея Первозванного, поэтому изображение всадника на печатях часто окружается цепью ордена.
На одной из ранних малых государственных печатей Петра I вместо всадника был помещен Андреевский крест с сокращённой буквенной аббревиатурой — «царя и великого князя Петра Алексеевича печать всея России». На малой государственной печати образца 1705 года вместо Андреевского креста на груди орла изображали Богоматерь, а в 1711 году — распятие, окруженное сиянием. На некоторых малых государственных печатях царя Петра I на груди орла изображен щит и всадник на нём, под щитом всадника на цепи располагался Андреевский крест. С правой и левой стороны от орла изображались щиты под коронами с гербами городов и областей с надписью: «Петр Первый божиею милостью царь и повелитель Всероссийский».

## Государственные печати в Российской империи
В Российском государственном исторический архиве сохранились серебренные печати Петра I , Екатерины I , Анны Иоанновны, Елизаветы Петровны, Екатерины II , Павла I , Александра I , Николая I , а так же Александра II, Александра III и Николая II. 
11 марта 1726 года вышел указ Сената «О сделании новой Государственной печати» для императрицы Екатерины I, где предписывалось изготовить печать "золотую, на которой вырезать орел чёрный с распростертыми крыльями в жёлтом поле, в нём ездца в красном поле; а вкруг той печати надписание: Божиею милостию, Екатерина Императрица и Самодержица Всероссийская". 
Во второй половине 1730-х годов  швейцарский гравер И. К. Гедлингер создал новую государственную печать c изображением двуглавого орла с поднятыми крыльями и цепью ордена Св. Андрея Первозванного вокруг московского герба, около орла расположены шесть щитов с основными титульными гербами.
На печатях Екатерины II изображён двуглавый орел, держащий скипетр и державу, увенчанный императорской короной. Рядом расположены увенчанные коронами шесть щитов с эмблемами провинций, а изображения всадника окружает андреевская цепь.
При Павле I до 1801 года изображение всадника помещалось на фоне мальтийского креста.

11 апреля 1857 года Александром II было утверждено подробное описание государственного герба и государственной печати, где предписывалось: 
```
Со вступлением каждого Императора на престол государственная печать приготовляется в Министерстве Иностранных Дел по Высочайше утверждённым рисункам, в трёх разных видах, и по пространству помещаемого на оной титула Императорского Величества именуется большою, среднею и малою.
```

### Большая государственная печать
Большая государственная печать имела изображение большого государственного герба, вокруг которого помещался полный, или большой, императорский титул:
«Божиею поспешествующею милостию, N. N., Император и Самодержец Всероссийский, Московский, Киевский, Владимирский, Новгородский; Царь Казанский, Царь Астраханский, Царь Польский, Царь Сибирский, Царь Херсониса Таврическаго, Царь Грузинский, Государь Псковский и Великий Князь Смоленский, Литовский, Волынский, Подольский и Финляндский; Князь Эстляндский, Лифляндский, Курляндский и Семигальский, Самогитский, Белостокский, Корельский, Тверский, Югорский, Пермский, Вятский, Болгарский и иных; Государь и Великий Князь Новогорода низовские земли, Черниговский, Рязанский, Полоцский, Ростовский, Ярославский, Белозерский, Удорский, Обдорский, Кондийский, Витебский, Мстиславский и всея северныя страны Повелитель; и Государь Иверския, Карталинския и Кабардинския земли и области Арменския; Черкасских и Горских Князей и иных Наследный Государь и Обладатель; Государь Туркестанский; Наследник Норвежский, Герцог Шлезвиг-Голстинский, Стормарнский, Дитмарсенский и Ольденбургский и прочая, и прочая, и прочая».
Большая государственная печать прикладывалась:
- 1) к государственным законам, учреждениям и уставам;
- 2) к статуту орденов;
- 3) к манифестам;
- 4) к брачным договорам членов императорского дома;
- 5) к духовным завещаниям членов императорского дома при их утверждении императором;
- 6) к грамотам на титул Императорского Высочества и князя императорской крови;
- 7) к дипломам на княжеское и графское достоинство;
- 8) к грамотам на возведение в патриарший сан католикоса всех армян;
- 9) к полномочиям, аккредитованиям и отозваниям дипломатических лиц при восточных дворах;
- 10) к патентам на звание консула.

### Средняя государственная печать
Средняя государственная печать имела изображение среднего государственного герба; на её краях помещался средний титул Его Императорского Величества:
«Божиею поспешествующею милостию, N. N., Император и Самодержец Всероссийский, Московский, Киевский, Владимирский, Новгородский, царь Казанский, царь Астраханский, царь Польский, царь Сибирский, царь Херсониса Таврического, царь Грузинский, Великий князь Финляндский и прочая, и прочая, и прочая».
Средняя печать прилагалась:
- 1) к грамотам, выдаваемым городам и обществам, о подтверждении прав и преимуществ;
- 2) к дипломам на баронское и дворянское достоинство;
- 3) к ратификациям договоров с иностранными державами и к грамотам к восточным правителям;
- 4) к грамотам, адресованным хивинским ханам и бухарским эмирам.

### Малая государственная печать
Малая государственная печать имела изображение малого государственного герба и малого императорского титула:
«Божиею милостию, N. N., Император и Самодержец Всероссийский, Царь Польский, Великий Князь Финляндский и прочая, и прочая, и прочая».
Эта печать прилагалась:
- 1) к грамотам на пожалованные земли;
- 2) к патентам на чин;
- 3) к благоволительным грамотам за оказанные какими-либо сословиями заслуги и приношения;
- 4) к грамотам монастырям на милостивую дачу;
- 5) к грамотам на потомственное почётное гражданство;
- 6) к грамотам на тарханское достоинство;
- 7) к листам в Китайский трибунал;
- 8) к ответным грамотам, к кредитивам и утверждениям договоров и проч. с иностранными правительствами;
- 9) к паспортам, выдаваемым министерством иностранных дел.